# ストロング・マイマイズ
ストロング・マイマイズは、かつてマセキ芸能社で活動していたお笑いコンビ。1998年結成。2007年解散。共に日本映画学校（現：日本映画大学）出身。

## メンバー
- 渡辺 剛士（わたなべ たかお、1977年12月19日 - ）
  - ボケ担当（コントによってはツッコミも担当）。新潟県出身。血液型A型。
  - 現在はマセキ芸能社を退社し、ピン芸人「おかゆ太郎」として活動中。SHUプロモーション所属。

- 斎藤 正憲（さいとうまさのり、1977年5月2日 - ）
  - ツッコミ担当（コントによってはボケ担当）。埼玉県出身。血液型A型。
  - 解散後はマセキ芸能社を退社し、東京NSCに13期生として入学。ピン芸人「本当の赤ちゃん」として活動していたが、現在は引退している。

## 概要
1998年、日本映画学校で知り合い、コンビ結成。ネタによってボケツッコミが入れ替わるハイテンションなネタで数多くのテレビ出演をするも、2007年に解散。

## 出演
テレビ番組
- 続！ボキャブラ天国（フジテレビ）
- 歌うボキャブラ天国（フジテレビ）
- ブレイクもの!（フジテレビ）
- 爆笑オンエアバトル（NHK総合）戦績2勝10敗 最高349KB（これはオフエアの記録であり、オンエアは339KB）
  - 初挑戦で初オンエアを獲得したものの、2回目から5回目まで全て6位オフエアという不運に見舞われる。
  - 2001年4月14日放送回にて連敗を脱出し2年振りのオンエアを果たすも、それを最後に以降は再び連敗を重ねてしまった。
- 桂芸能社ポンッ!（TBSテレビ）
- エブナイ（フジテレビ）
- とんねるずのみなさんのおかげでした（フジテレビ）
- ザ・ジャッジ（フジテレビ）
- ネコの穴（テレビ東京）
- マジ☆ワラ（テレビ東京）
- 笑林寺2（TBSテレビ）
- フードバトルクラブ（TBSテレビ）
- ワンダフル（TBSテレビ）
- 新・ウンナンの気分は上々。（TBSテレビ)
- 笑いの金メダル（朝日放送）
- 24時間テレビ 「愛は地球を救う」（日本テレビ）
- ヤミツキ（日本テレビ）
- 内村プロデュース（テレビ朝日）
- 虎の門（テレビ朝日）
- ウッチャンナンチャンお笑いバトル2004 in Summer（TBSテレビ）

ラジオ番組
- エレキコミックの"e"キモチ（大阪有線）
- レコメン!（文化放送）

ライブ
- バカリズムライブ特別編 『PS7』（バップ、2006年1月25日）※バカリズムときぐるみピエロとストロング・マイマイズの6人による合同コントライブ